# Robert E. Howard
Robert Ervin Howard (ur. 22 stycznia 1906 w Peaster, zm. 11 czerwca 1936 w Cross Plains) – amerykański pisarz fantasy, horrorów oraz opowiadań bokserskich i historyczno-przygodowych, publikowanych głównie w magazynie „Weird Tales”, w którym był jednym z najpopularniejszych autorów. Jego twórczość miała wielki wpływ na pisarzy podgatunku miecza i magii oraz heroic fantasy. Znany głównie jako twórca postaci Conana Barbarzyńcy.

## Życiorys
Urodził się w Peaster w Teksasie, jako syn doktora Isaaca Mordecaia Howarda oraz Hester Jane Ervin Howard. Jego rodzina często zmieniała miejsce zamieszkania, aż w 1919 roku osiadła w Cross Plains w środkowym Teksasie.
W dzieciństwie Robert Howard był drobnej budowy ciała, przejawiał cechy osobowości schizoidalnej; ponadto zainteresowanie książkami sprawiło, że otoczenie postrzegało go jako mola książkowego, skutkiem czego był prześladowany przez rówieśników. Jednak jako nastolatek rozpoczął rygorystyczny program ćwiczeń siłowych i bokserskich – nim wstąpił do Cross Plains High School, stał się silnym młodzieńcem, a gnębienie ustało.
Mając 15 lat, jako drogę swej kariery wybrał pisanie i wysłał pierwsze opowiadanie do Adventure Magazine, gdzie wkrótce się ukazało. W 1922 roku ukończył ostatnią możliwą klasę w szkole w Cross Plains, po czym przeniósł się do Brownwood, aby kontynuować edukację w Brownwood High School. Trzy lata później magazyn „Weird Tales”, który niedawno rozpoczął działalność pod opieką redakcyjną Farnswortha Wrighta, za 16 dolarów kupił opowiadanie Howarda Włócznia i kieł (Spear and Fang) i opublikował je w sierpniu 1925 roku. W tym samym roku Robert Howard rozpoczął naukę na Howard Payne Academy w Brownwood, gdzie uczęszczał na kursy obejmujące stenografię, maszynopisanie, rachunkowość i prawo handlowe, ale nie kontynuował studiów z powodu braku pieniędzy, przez co nie dostał dyplomu.
Robert E. Howard imał się różnorodnych zawodów, aby zarobić na utrzymanie, nawet wtedy, gdy publikował swoją twórczość. Był pomocnikiem geografa, sekretarzem w biurze prawniczym, pomocnikiem w aptece i publicznym stenografem. W 1926 roku na życzenie ojca skończył kurs bibliotekarstwa.
11 czerwca 1936 roku, około 8:00 rano, po usłyszeniu wiadomości od pielęgniarki, że jego chora na gruźlicę matka po zapadnięciu w śpiączkę już raczej nie odzyska przytomności, Howard usiadł w swoim samochodzie z pożyczoną bronią, a następnie strzelił sobie w głowę. Umarł, nie odzyskawszy przytomności, około 16:00. Jego matka zmarła następnego dnia. Razem z nią został pochowany na cmentarzu Greenleaf w Brownwood dwa dni później.

## Twórczość
Pisał opowiadania w bardzo wielu gatunkach, ale jego najsłynniejszy bohater to Conan Barbarzyńca. Pojawił się po raz pierwszy w opowiadaniu Feniks na mieczu (The Phoenix on the Sword) w grudniu 1932 roku.
Howard jest też autorem serii opowiadań z purytaninem Solomonem Kane, Piktem Bran Mak Mornem, marynarzem-zawadiaką Steve’em Costiganem oraz ogromnym Kullem.
Howard prowadził intensywną korespondencję z pisarzami: H.P. Lovecraftem i Clarkiem Ashtonem Smithem. Napisał kilka opowiadań grozy osadzonych w realiach mitów Cthulhu, stworzonych przez pierwszego z nich.

### Cykle

#### Solomon Kane
- Księżyc Czaszek (The Moon of Skulls), 1968, wyd. polskie: PiK Katowice 1992
- The Hand of Kane, 1970
- Czaszki między gwiazdami (Skulls in the Stars), 1978, wyd. polskie: PiK Katowice 1992[2]
- The Hills of the Dead, 1979
- Solomon Kane, 1995
- Salomon Kane. Okrutne opowieści (The Savage Tales of Salomon Kane), Rebis 2014

#### Bran Mak Morn
- Bran Mak Morn, 1969
- Robaki Ziemi (Worms of the Earth), 1975, wyd. polskie: PiK Katowice 1994
- The Last King, 2001

#### Cormac Mac Art
- Tygrysy Morza (Tigers of the Sea), 1975, wyd. polskie: Pomorze Bydgoszcz 1990

#### Dark Man Omnibus
1. Dark Man Omnibus, 1978
2. The Dead Remember, 1979

#### Conan Chronicles
1. Tower of the Elephant and Other Stories, 2003
2. Rogues in the House and Other Stories, 2004
3. The Song of Red Sonja and Other Stories, 2004
4. Shadow in the Tomb and Other Stories 2004 (wspólnie z Royem Thomasem)
5. Conan's Brethren, 2009

#### Weird Works of Robert E. Howard
1. Shadow Kingdoms, 2004
2. Moon of Skulls, (Weird Works) 2005
3. People of the Dark, 2006
4. Wings In The Night, 2006
5. Valley of the Worm, (Weird Works) 2006
6. The Garden of Fear, (Weird Works) 2006
7. Beyond the Black River, 2006
8. Black Hounds of Death, 2007

#### Best of Robert E. Howard
- Crimson Shadows, 2007
- Grim Lands, 2007

#### Powieści
- Gods of North, 1956
- Almuric, 1964
- The Pride of Bear Creek, 1966
- The Land of Kane, 1970
- Kull the Destroyer, 1973
- The Incredible Adventures of Dennis Dorgan, 1974
- The People of Black Circle, 1974
- The Vultures of Whapeton, 1975
- A Witch Shall Be Born, 1975
- The Sowers of the Thunder, 1975
- Bloodstar, 1976
- The Lost Valley of Iskander, 1976
- Rogues in the House, 1976
- Szable Szahrazaru (Swords of Shahrazar), 1976 wyd. polskie: PiK Katowice 1992
- Marchers of Valhalla, 1977
- The Return of Skull-Face, 1977
- The Savage Sword of Conan, 1977
- The Last Ride, 1978
- Hawks of Outremer, 1979
- Mayhem on Bear Creek, 1979
- Jewels of Gwalhur, 1979
- The Lord of Dead, 1981
- Heroes of Bear Creek, 1983
- The Last Cat Book, 1984
- Pool of the Black One, 1986
- Road of Azrael, 1987
- The Post Oaks and Sand Roughs, 1989
- Sea Woman, 1992
- Eons of the Night, 1996
- Trails in Darkness, 1996
- Kull. Banita z Atlantydy (Kull. Exile of Atlantis), 2006
- A Thunder of Trumpets, 2007

#### Omnibus
- The Sword of Rhiannon/Conan the Conqueor, 1953
- Omnibus, 1977